# 齐勒河谷阿绍
齐勒河谷阿绍是奥地利蒂罗尔州施瓦茨县的一个市镇。总面积20.27平方公里，总人口1601人，人口密度79.0人/平方公里（2005年）。